# Port lotniczy Donoj
Port lotniczy Donoj (ang. Donoi Airport, mong. Доной нисэх буудал; IATA: ULZ, ICAO: ZMDN) – port lotniczy w Uliastaj, stolicy ajmaku dzawchańskiego, w Mongolii.